# Diogo de Mendoça Corte Real

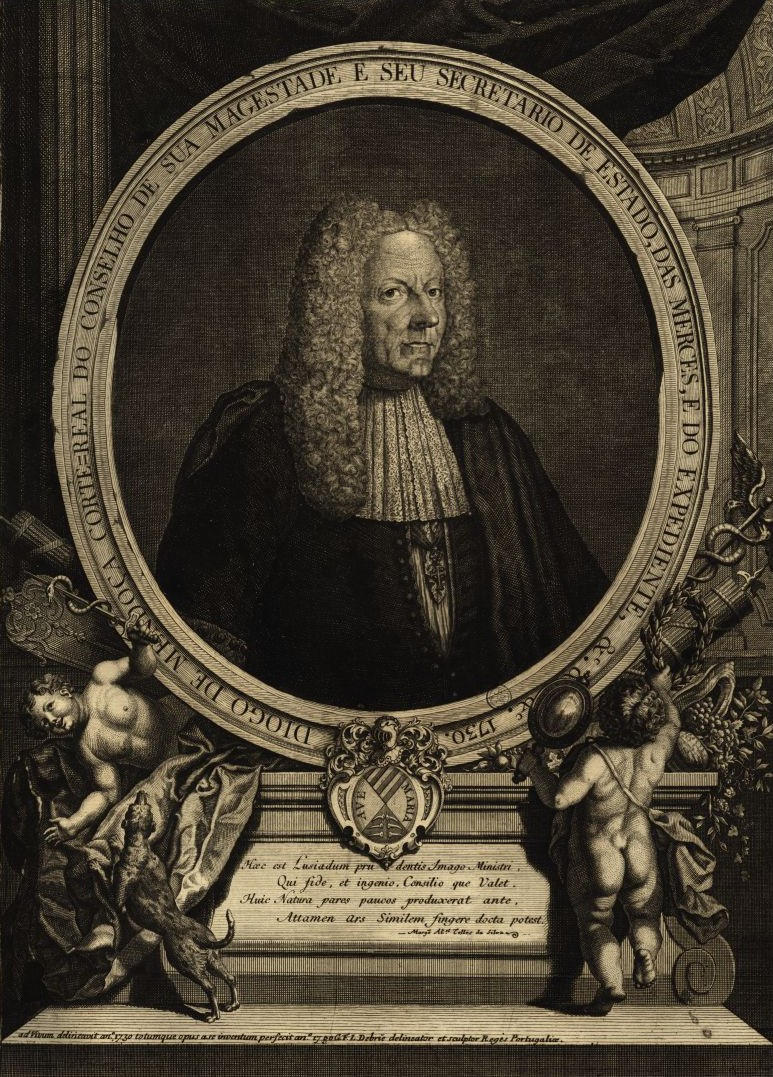
Diogo de Mendoça Corte Real

 Dom Diogo de Mendoça Corte Real (* 17. Juni 1658 in Tavira, Algarve, Portugal; † 9. Mai 1736 in Benfica, heute Stadtteil von Lissabon, Portugal) war ein portugiesischer Diplomat und Politiker.

## Leben und Wirken
Corte Real entstammte adligen Verhältnissen. Er studierte in Coimbra Kannonik (Kirchenrecht) und promovierte auch in diesem Fach. Sein erstes öffentliches Amt war das eines Vogtes bzw. königlichen Beauftragten für die Stadt Porto und die zugehörige Region. Dann folgte eine Tätigkeit als Richter und Almosen- bzw. Armutsbeauftragter von König Peter II. von Portugal und Algarve.
1691 wurde er in die Niederlande geschickt, um gegen die Überfälle und Zerstörungen portugiesischer Schiffe zu protestieren. Aufgrund seines diplomatischen Geschicks wurden Pernambuco und Recife von den Niederlanden zurückgegeben, zudem leisteten die Niederlande hohe Entschädigungszahlungen. Portugal musste im Gegenzug nur einen kleinen Entschädigungsbetrag zahlen. Außerdem verpflichteten sich beide Kronen, die jeweiligen Staatsbürger in ihren Staats- und Kolonialgebieten unter besonderen Schutz zu stellen. Die beiden Verträge wurden 1694 von den Generalständen der Niederlande ratifiziert.
1694 wurde er portugiesischer Gesandter am spanischen Hof. Nach dem Tod von König Karl II. von Spanien 1703 kehrte er nach Portugal zurück, um nun im aufkommenden Spanischen Erbfolgekrieg in der Heimat zu sein. Und wieder gelang es durch sein herausragendes diplomatisches Geschick, von Portugal größeren Schaden fernzuhalten. Auch war er an den Friedensverhandlungen in Utrecht 1715 als Vertreter Portugals beteiligt.
1707 wurde durch König Johann V. von Portugal und Algarve zum Staatssekretär (Premierminister) ernannt. Dieses Amt hatte er bis zu seinem Tod 1736 inne.
Mit den Königen Peter II. und Johann V. verband ihn eine tiefe Freundschaft.
1718 heiratete er die Witwe eines Militärs und Gouverneurs von Rio de Janeiro, Teresa Bourbon. Mit ihr hatte er auch Kinder.
Er starb auf seinem kleinen Bauernhof und wurde in der Kirche Nossa Senhora do Amparo in Benfica beigesetzt.
In Lissabon und in Olhão sind Straßen nach ihm benannt.

## Persönlichkeit
Corte Real wird  als eine hochintelligente, leutselige, freundliche, höfliche, umgängliche, niemals arrogante Person beschrieben. Auch soll er viel Humor gehabt haben und durch sein Wesen bei seinen Gegnern sehr hohen Respekt ausgelöst haben. Auch sprach er mehrere Sprachen.